# Azane
Azane (cirill betűkkel Азане) egy falu Montenegróban, a Beranei községben.

## Népesség
- 1948-ban 236 lakosa volt.
- 1953-ban 244 lakosa volt.
- 1961-ben 259 lakosa volt.
- 1971-ben 232 lakosa volt.
- 1981-ben 202 lakosa volt.
- 1991-ben 197 lakosa volt
- 2003-ban 136 lakosa volt, akik közül 59 bosnyák (43,38%), 41 szerb (30,14%), 35 montenegrói (25,73%).